# Pro Pacem
Pro Pacem (« pour la paix ») est un album musical sous titré textes, art & musiques pour la paix, présenté sous la forme d'un livre-disque. L'ouvrage est paru en 2012 chez AliaVox, dans la collection Raices & Memoria en tant que volume XVI. Il est réalisé pour la partie musicale par Jordi Savall et ses ensembles (La Capella Reial de Catalunya, Hespèrion XXI) et des artistes de différents horizons culturels d'Orient et d'Occident, invités à se joindre au projet.
Le livre, est en fait la traduction dans huit langues de plusieurs textes (plus de 150 pages par langue). Il s'agit de textes écrits notamment par le philosophe Edgar Morin, la sociologue Fatima Mernissi (1940–2015), le philosophe Raimon Panikkar et le peintre Antoni Tàpies. Ce dernier est représenté par « Art et société », constitué de citations extraites de ses textes, mais également par des cartes présentant trois de ses œuvres dédiées à la paix, dont une reprise pour illustration de couverture.
Ce projet a été d'abord celui d'un concert permettant d'inviter des musiciens japonais, arméniens, indiens, chinois et turcs... mais également pour Jordi Savall de commander une œuvre à Arvo Pärt, Da Pacem Domine composée en 2004 et dédiée aux victimes des attentats de Madrid du 11 mars 2004. L'œuvre est créé durant le concert « en faveur de la paix », du 4 juin de la même année, au premier Forum des cultures à Barcelone:15.

## Musiques
Le disque SACD est articulé en trois étapes et 23 plages, véritable « mosaïque sonore »:15 voyageant à travers « la musique de cultures et d'époques variées » allant des Oracles sibyllins du deuxième siècle à celle d'Arvo Pärt. On peut entendre la version grégorienne d'un des plus anciens chants chrétiens d'invocation à la paix, Da Pacem Domine (« Donne-moi Seigneur la Paix »), puis une version à trois voix du XIVe siècle, de Gilles Binchois, à quatre voix de Josquin des Prés, à cinq de Roland de Lassus, chacun ouvrant une nouvelle étape.

## Textes
Jordi Savall qui introduit son propos avec quatre citations, dont une d'Érasme décrivant « que ce sont toujours les innocents qui souffrent le plus de toute guerre »:14. Le musicien formule clairement son but en plaidant « pour un monde sans guerre ni terrorisme et pour un désarmement nucléaire total »:15.
Cette part des textes est importante. Il s'agit de quatre textes « sur la fonction de l’art et de la pensée éducative, philosophique et spirituelle »:15. Edgar Morin se préoccupe « des savoirs nécessaires à l'éducation du futur »:15, ; Raimon Panikkar traite « de l'importance du dialogue interculturel, pour trouver la paix entre Orient et Occident »:15 ; Fatema Mernissi du « modèle vers lequel évoluera notre monde globalisé : celui du Cow-boy ou celui de Sinbad ? » ; enfin du peintre Antoni Tàpies, sont réunis une collection de courts textes abordant « la relation et l'engagement de l'artiste créateur envers la société et le monde en général »:16.
Tous les textes sont présents en français, anglais, espagnol, catalan, allemand, italien, arabe et hébreu, ce qui est, en soi, une expression du respect pour la diversité culturelle.

## Récompenses
- Sophie Roughol lui a attribué « 5 clés » dans le magazine Diapason en février 2013[4].